# Мидлтон (Айдахо)
Мидлтон  (англ. Middleton) — город в округе Каньон  американского штата Айдахо. Численность населения по переписи 2021 года составила 9091 человек, по сравнению с 5524 по переписи 2010 года и 2978 в 2000 году. Является частью статистического района Бойсе-Нампа.

## Население
| 2010 | 2020  |
| ---- | ----- |
| 5524 | ↗9425 |